# Resolución 491 del Consejo de Seguridad de las Naciones Unidas
La resolución 491 del Consejo de Seguridad de las Naciones Unidas fue aprobada por unanimidad el 23 de septiembre de 1981, tras haber examinado la petición de Belice para poder ser miembro de las Naciones Unidas. En esta resolución, el Consejo recomendó a la Asamblea General la aceptación de Belice como miembro.